# Беверли-Хиллз, 90210 (сезон 5)
Пятый сезон американского телесериала «Беверли-Хиллз, 90210» выходил в эфир канала «Fox» с 12 июля 1994 по 24 мая 1995 года. Сериал вышел на DVD 29 июля 2009 года.В России вышел на канале СТС в 1998 году в дубляже фирмы "СВ КАДР".
На DVD последние два эпизода были объединены в один полуторачосвой, поэтому образуется новая нумерация сезонов — 31 вместо 32 как при трансляции сериала на телевидении. 

## Сюжет
Бренда улетела в Англию, и к Уолшам переезжает их кузина из Буффало Вэлери (Тиффани-Амбер Тиссен). Донна рассталась с Дэвидом после его измены и начала встречаться с музыкантом Рэем Пруитом (Джейми Уолтерс), попутно решая, нравится ли ей красавец Гриффин Стоун (Каспер Ван Дьен). У девочек появляется новая соседка — дочь ректора их университета Клэр Арнольд (Кэтлин Робертсон), которая в прошлом году пыталась соблазнить Брендона. Вскоре она начинает встречаться с Дэвидом.
Стив открывает рядом с кафе «Персиковая косточка» ночной клуб, и Вэлери становится его управляющей, соблазнив при этом Рэя. Брендон счастлив с Келли, вот только девушке кажется, что она всё ещё влюблена в Дилана, окончательно ушедшего в запой после того, как мать Эрики обманула его, украв деньги…

## В ролях

### Основной состав
- Джейсон Пристли — Брендон Уолш
- Дженни Гарт — Келли Тейлор
- Иан Зиринг — Стив Сандерс
- Габриель Картерис — Андреа Цукерман
- Люк Перри — Дилан МаКей
- Брайан Остин Грин — Дэвид Сильвер
- Тори Спеллинг — Донна Мартин
- Тиффани-Амбер Тиссен — Валери Мэлоун
- Марк Деймон Эспиноса — Джесси Васкес
- Кэрол Поттер — Синди Уолш
- Джеймс Экхаус — Джим Уолш

### Приглашённые звёзды
- Джо Тата — Нэт Буссиччио
- Кэтлин Робертсон — Клэр Арнольд
- Каспер Ван Дьен — Гриффин Стоун
- Джейми Уолтерс — Рэй Пруитт
- Кэтрин Кэннон — Фелис Мартин
- Алан Той — Профессор Патрик Финли
- Ф. Джей Рио — Алекс Диас
- Скотт Поллин — Профессор Кори Рэндолл
- Кристин Элис — Эмили Валентайн
- Стефани Бичем — Айрис МакКей
- Джош Тейлор — Джек МакКей
- Каролин МакУильямс — ЛуЭнн Пруитт
- Джошуа Бэккет — Джош Ричленд
- Мэттью Лоуренс — Мэл Сильвер
- Энн Джиллеспи — Джеки Тейлор
- Кэри Кин — Сьюзан Стил
- Ноэль Торнтон — Эрика МакКей
- Каролин Лагерфельт — Шейла Сильвер
- Кресс Уильямс — Дишон Хардэлл
- Николас Прайор — Декан Милтон Арнольд
- Джед Аллен — Раш Сандерс
- Дэвид Хэйуорд — Кевин Уивер
- Кэри Вюрер — Ариэл Хантер

## Описание эпизодов
| Эпизод | Название                                                                             | Дата выхода в эфир | Режиссёр              | Сценаристы                         |
| --- | ------------------------------------------------------------------------------------ | ------------------ | --------------------- | ---------------------------------- |
| |                                                                                      |                    |                       |                                    |
| 5x01 | What I Did On My Summer Vacation & Other Stories / Летние забавы                     | 7 сентября 1994    | Майкл Лэнг            | Ларри Моллин и Чарльз Розин        |
| Ребята возвращаются в Беверли Хиллз после летних каникул — Донна прилетает из Техаса, где она провела лето с родителями, однако она в ссоре с Келли; Андрэа наконец забирает дочь Хану из больницы; Келли и Брендон радуются жизни как новоиспечённая пара; Бренда всё ещё в Лондоне, а к Уолшам приезжает погостить их подруга из Миннесоты — Велори Мелоун. Стив приглашает девушку на свидание, и она соглашается. Однако главным интересом для неё является Дилан, ушедший в запой после того, как Сьюзан обманула его, забрав с собой Эрику и все деньги… |                                                                                      |                    |                       |                                    |
| |                                                                                      |                    |                       |                                    |
| 5x02 | Under The Influence / Под влиянием                                                   | 14 сентября 1994   | Скотт Полин           | Чип Йоханссон                      |
| Андрэа сомневается, стоит ли ей отдавать Хану в университетские ясли. Донна хочет переехать в Техас. Дилан узнаёт о том, что Брендон встречается с Келли и устраивает скандал на балу, устроенном матерью Донны, Фелис. Клэр сообщает Брендону, что она перевелась в Калифорнийский университет. Фелис не нравится, что Донна встречается с чернокожим Дишоном. Брендон решает баллотироваться на пост президента студенческого совета. |                                                                                      |                    |                       |                                    |
| |                                                                                      |                    |                       |                                    |
| 5x03 | A Clean Slate / Чистая заявка                                                        | 21 сентября 1994   | Бэтани Руни           | Ричард Голланс                     |
| Велори узнаёт, что Дилан богат, и решает соблазнить юношу. Клэр переезжает жить к Келли и Донне в пляжный домик, и девочки выясняют, что у неё есть проблемы с храпом. Стив занимается предвыборной кампанией Брендона. Во время дебатов всплывают подробности истории с профессором Рендолом, однако Дишон вовремя приходит на помощь. В «Косточке» ребята ждут результатов выборов. Однако у этого яркого дня будет столь же яркое и неожиданное окончание… |                                                                                      |                    |                       |                                    |
| |                                                                                      |                    |                       |                                    |
| 5x04 | Life After Death / Жизнь после смерти                                                | 28 сентября 1994   | Джеймс Уитмор-Младший | Стив Вассерман и Джессика Клейн    |
| Брендон не может прийти в себя после смерти Джоша. На похоронах он знакомится с сестрой Джоша, Глорией. Она отдаёт Брендону письмо Джоша родителям. Дилан продолжает встречаться с Велори, а отношения Клэр и Дэвида только начинаются. Донна ревнует, но вскоре знакомится с очаровательным Гриффином Стоуном. Стив устраивает шумную вечеринку, и Брендону как всегда приходится выручать друга. Донна делает первые шаги к примирению с Дэвидом… |                                                                                      |                    |                       |                                    |
| |                                                                                      |                    |                       |                                    |
| 5x05 | Rave On / Отрыв                                                                      | 5 октября 1994     | Дэвид Сэмель          | Ларри Моллин                       |
| Стив открывает в подвале «Косточки» ночной клуб под названием «После полуночи». Келли видит Велори с Диланом и рассказывает об этом Стиву. Однако девушке удаётся выкрутиться. Донна, Дэвид и Клэр хотят снять фильм, в котором люди будут говорить отдельные слова, а когда плёнку смонтируют, то получиться связный рассказ. Так Донна знакомится с рабочим Рэем Пруитом. Юноше кажется, что Донна над ним издевается и оскорбляет девушку. Андрэа ревнует Джесси к посетительницам бара, в котором он работает. Донна решает извиниться перед Рэем и приглашает его в «Косточку». Гриффин ревнует, а Дилан рассказывает Велори, что потерял все деньги… |                                                                                      |                    |                       |                                    |
| |                                                                                      |                    |                       |                                    |
| 5x06 | Homecoming / Возвращение домой                                                       | 12 октября 1994    | шилберт М. Шилтон     | Мэрэдит Стэйм                      |
| В город приезжает Фердинанд Куинтеро — президент далёкой страны Селаназии. Он останавливается у своего старого друга, ректора Арнольда. Брендону становится известно, что этот человек придерживается политики тирании. Позже юноша встречается с человеком, который предоставляет неоспоримые доказательства жестокости Фердинанда. Рэй приглашает Донну на свидание. Андрэа знакомится с красивым врачом-студентом Питером, а Джесси чересчур увлёкся флиртом на должности бармена. Стив, Гриффин, Велори и Келли решают украсть талисман спортивной команды противников — огромное чучело медведя… |                                                                                      |                    |                       |                                    |
| |                                                                                      |                    |                       |                                    |
| 5x07 | Who’s Zoomin' Who? / Кто кого изменяет?                                              | 19 октября 1994    | Габриэль Бюмон        | Карен Розин                        |
| Велори рассказывает Джиму, что Дилан — банкрот, а Стив решает устроить вечеринку по-соседству с Нэтом. Гриффин приглашает Донну на свидание, и девушка отправляется с ним в путешествие на самолёте, хотя уже пообещала встретиться с Рэем. Между Джимом и Диланом вновь возникает конфликт. Профессор Арнольд решает навестить дочь в самый неподходящий момент. Келли не нравится, что Джеки хочет сделать из Эйрин модель. Стив узнаёт, что Велори встречалась с Диланом — между ребятами происходит драка. Донне не нравится, что Гриффин настаивает на близости… |                                                                                      |                    |                       |                                    |
| |                                                                                      |                    |                       |                                    |
| 5x08 | Things That Go Bang In The Night / Ночные откровения                                 | 26 октября 1994    | Джейсон Пристли       | Чип Йоханссон                      |
| Настаёт очередной Хэллоуин. Велори хочет вернуться в Буффало, чтобы проведать мать. Стив решает дать Велори второй шанс. Между Андрэа и Джесси возникают противоречия на религиозной почве. Дэвид и Клэр едут в пустыню, чтобы увидеть НЛО. Донна порывает с Гриффином. У Дилана возникают серьезнее проблемы с наркотиками — Велори просит Брендона присмотреть за юношей… |                                                                                      |                    |                       |                                    |
| |                                                                                      |                    |                       |                                    |
| 5x09 | Intervention / Вторжение                                                             | 2 ноября 1994      | Дэниэл Аттиас         | Стив Вассерман и Джессика Клейн    |
| Ребята встревожены состоянием Дилана и уговаривают его лечь в наркологическую клинику. Донна и Рэй отправляются на ужин с родителями девушки. Келли собирается сняться для обложки журнала «Семнадцать». Донна случайно видит Дэвида и Клэр вместе. Дилан уезжает из клиники и по дороге домой машина срывается с обрыва… |                                                                                      |                    |                       |                                    |
| |                                                                                      |                    |                       |                                    |
| 5x10 | The Dreams Of Dylan McKay / Сны Дилана МакКея                                        | 9 ноября 1994      | Скотт Полин           | Чарльз Розин                       |
| Дилан в коме. Айрис приезжает к сыну. Клэр и Дэвид снимают фильм о футболе. Дилану снятся сны о Джеке и Эрике, свадьбе с Келли и французском поцелуе Донны и Клэр. Стив хочет, чтобы Раш купил клуб «После полуночи». Келли понимает, что всё ещё влюблена в Дилана. Джим и Синди видят курящую Велори… |                                                                                      |                    |                       |                                    |
| |                                                                                      |                    |                       |                                    |
| 5x11 | Hate Is Just A Four-Letter Word / Ненависть — всего лишь слово из четырёх букв       | 16 ноября 1994     | Лэс Ландау            | Чарльз Розин                       |
| В Калифорнийский университет должен приехать некий Роланд Тёрнер, проповедующий жестокие нацистские убеждения. В ожидании приезда Тёрнера еврейские студенты Калифорнийского университета устраивают пикет возле главного здания университета… Келли готовится к фотосессии для журнала «Семнадцать». На заседании университета раздаётся звонок — в здании заложена бомба… Донна дарит на 25-летие Рэя прекрасную электрогитару. Дилер Дилана приезжает в больницу и начинает угрожать юноше… |                                                                                      |                    |                       |                                    |
| |                                                                                      |                    |                       |                                    |
| 5x12 | Rock Of Ages / Рок всех поколений                                                    | 23 ноября 1994     | Дэвид Сэмель          | Ларри Моллин                       |
| В городе должен состояться концерт группы «Роллинг Стоунз». Однако все билеты распроданы, поэтому каждый пробирается на шоу как может — Брендон приглашает на концерт Андрэа; Мел дарит билеты Дэвиду и Клэр; Стива приглашает Клодетт — организатор концерта, и юноша просит билет для Келли, которая получила фото со съёмок для журнала. Тем временем Дилан знакомится в «Обществе анонимных алкоголиков и наркоманов» с парнем по имени Чарли, а Велори становится свидетельницей пикантной сцены между Синди и Джимом… |                                                                                      |                    |                       |                                    |
| |                                                                                      |                    |                       |                                    |
| 5x13 | Up In Flames / Объятый пламенем                                                      | 30 ноября 1994     | Гилберт М. Шилтон     | Мэрэдит Стэйм                      |
| Эмили приезжает в город, и Брендон отправляется на встречу с ней, а Келли, тем временем, решает навестить Дилана. Андрэа и Джесси просят Джима и Синди посидеть с малышкой Ханой. Стив и Гриффин устраивают вечеринку, а Дэвид, рассылая рекламу по Интернету, случайно закидывает её на чат лесбиянок… Во время вечеринки начинается пожар. Рэй спасает Стива и Велори, а девушка по имени Дэна не может найти свою подружку Алисон. Тем временем Келли и Алисон заперты в ванной наверху — кругом огонь, и неоткуда ждать помощи… |                                                                                      |                    |                       |                                    |
| |                                                                                      |                    |                       |                                    |
| 5x14 | Injustice For All / Несправедливость для всех                                        | 14 декабря 1994    | Майкл Лэнг            | Карен Розин                        |
| Келли находится в больнице — её спина сильно обгорела, а Алисон получила более сильные ожоги. Стива и Гриффина вызывают в суд. Наказание — 100 часов исправительных работ и штраф 1000$. Также Стив не имеет права организовывать вечеринки в течение 2 лет. Донна узнаёт, что у матери Рэя серьёзные проблемы с алкоголем. Дилан возвращается домой, где его ждут Синди и Велори. Позже разбирая почту, он находит письмо от неизвестной женщины с вложенной внутрь запиской от Эрики… |                                                                                      |                    |                       |                                    |
| |                                                                                      |                    |                       |                                    |
| 5x15 | Christmas Comes This Time Each Year / Рождество всегда приходит в одно и то же время | 21 декабря 1994    | Ричард Лэнг           | Макс Эйзенберг                     |
| Приходит Рождество. Дилан встречается с бывшей подружкой Джека, Кристин Пэттит, и просит её о помощи. Дэвид и Клэр решают продолжить дело Стива и взять под своё управление ночной клуб «После полуночи». Донна дарит маме Рэя билет в круиз. К Дилану приезжает эксцентричный Джей Джей Джонс, назвавший себя Джонси — мужчина обещает найти Эрику и деньги, если Дилан отдаст половину всей суммы. Фелис предлагает Рэю чек на крупную сумму, если он оставит её дочь. В семье Джесси и Андрэа возникают серьёзные религиозные разногласия… |                                                                                      |                    |                       |                                    |
| |                                                                                      |                    |                       |                                    |
| 5x16 | Sentenced To Life / Приговорённый к жизни                                            | 4 января 1995      | Джек Бэндэр           | Стив Вассерман и Джессика Клейн    |
| Андрэа вновь встречается с врачом Питером. Стив решает отработать свои сто часов общественного труда в доме для престарелых, где встречает Сола Говарда — бывшую звезду сериала «Дом Хартли». Донна предлагает Рэю выступить на открытии «После полуночи», но Рэй отказывается. У Келли возникают очередные подозрения насчёт Велори. Дилана вызывают в суд по поводу аварии, и юноша просит Джесси найти ему хорошего адвоката. Донна узнаёт, что у Рэя боязнь сцены и решает помочь ему в её преодолении. |                                                                                      |                    |                       |                                    |
| |                                                                                      |                    |                       |                                    |
| 5x17 | Sweating It Out -/ Пропотей!                                                         | 11 января 1995     | Джейсон Пристли       | Чип Йоханссон                      |
| Дилан и Брендон отправляются на прогулку к озеру Уитни. Келли и Велори идут на семинары по психологии под руководством профессора Кинли. У Рэя всё ещё боязнь сцены и Донна решает обратиться за помощью к Стиву. Велори влечёт к Рэю. Выходит так, что Дилан и Брендон оскверняют древнюю индейскую землю, и в качестве наказания их заставляют копать яму. Местный шериф заставляет Брендона и Дилана пройти старинный индийский обряд… |                                                                                      |                    |                       |                                    |
| |                                                                                      |                    |                       |                                    |
| 5x18 | Hazardous To Your Health / Опасный для Вашего здоровья                               | 18 января 1995     | Джеймс Уитмор-Младший | Ларри Моллин                       |
| После звонка Джонси, Дилан уезжает в Бразилию, где скрываются Сьюзан и Кевин. Юноша просит Велори о помощи. Между Брендоном и Келли происходит ссора, когда юноша высказывает свои подозрения по поводу профессора Финли. Клэр и Дэвид спорят о музыкальной направленности клуба «После полуночи»… |                                                                                      |                    |                       |                                    |
| |                                                                                      |                    |                       |                                    |
| 5x19 | Little Monsters / Маленькие чудовища                                                 | 1 февраля 1995     | Джеймс Экхаус         | Мэрэдит Стэйм                      |
| Дилан возвращается с Гавайев, где он оставил Эрику вместе с Айрис. Велори решает получить ещё денег и встречается с Джонси. Рэй должен встретиться с агентом по поиску новых звёзд — им агентом оказывается Эриел Хантер. Джесси уезжает в Сан-Франциско, а Андрэа и Питер целуются. Профессор Финли требует, чтобы Келли рассталась с Брендоном, а Дэвид и Клэр узнают «тёмную сторону» Рэя… |                                                                                      |                    |                       |                                    |
| |                                                                                      |                    |                       |                                    |
| 5x20 | You Gotta Have Heart / Должно же у тебя быть сердце!                                 | 8 февраля 1995     | Гилберт М. Шилтон     | Макс Эйзенберг                     |
| В День Святого Валентина в ночном клубе проходит благотворительная акция. Келли никак не решается порвать с Бредоном. Андрэа узнаёт, что Питер женат. Велори съезжает от Уолшей в гостиницу, где проводит ночь с Рэем. Брендон просит Дилана о помощи… |                                                                                      |                    |                       |                                    |
| |                                                                                      |                    |                       |                                    |
| 5x21 | Stormy Weather / Штормовая погода                                                    | 15 февраля 1995    | Бэтани Руни           | Лана Фрэйстат Мэльман              |
| Рэй пытается избежать встреч с Велори, но девушка начинает его шантажировать. Дилан вступает в общество профессора Финли — он предлагает профессору сделку. Брендон находит бывшего члена группы Финли — юноша рассказывает Келли о том, что Финли когда-то обманным путём получил от него огромную сумму денег. Андрэа начинает работать в госпитале вместе с Питером. Финли подталкивает Келли к связи с Диланом… |                                                                                      |                    |                       |                                    |
| |                                                                                      |                    |                       |                                    |
| 5x22 | Alone At The Top / Один на вершине                                                   | 22 февраля 1995    | Виктор Лобл           | Стив Вассерман и Джессика Клейн    |
| Велори выкупает долю Раша, и становится хозяйкой клуба «После полуночи» и увольняет Рэя. Дэвид поддерживает Велори, и Донна ссорится с ними. Калифорнийский университет захлёстывает волна преступности — сначала воруют велосипеды, а затем насилуют студентку. Подозрения падают на нового друга Дэвида, Лени Зелински. Велори хочет быть с Диланом, но он всё ещё влюблён в Келли. Рэй прощается с Донной перед отъездом на гастроли. Дилан видит Питера и Андрэа вместе в одном из отелей города… |                                                                                      |                    |                       |                                    |
| |                                                                                      |                    |                       |                                    |
| 5x23 | Love Hurts / Любовь причиняет боль                                                   | 1 марта 1995       | Гилберт М. Шилтон     | Кен Стрингер                       |
| Велори говорит Донне, что это Дэвид предложил уволить Рэя. Дилан со своим другом Чарли из реабилитационного центра пишет сценарий фильма. Лени говорит Брендону, что знает, кто настоящий преступник. Дэвид решает помириться с Донной. В домике на берегу на Донну нападает университетский насильник… |                                                                                      |                    |                       |                                    |
| |                                                                                      |                    |                       |                                    |
| 5x24 | Unreal World / Выдуманный мир                                                        | 15 марта 1995      | дэвид Сэмель          | Мэрэдит Стэйм                      |
| Дэвид и Клэр просят ребят сняться в их небольшом проекте. Все явно решили повеселиться, но Стив налил в арбуз водку, и весёлый вечер заканчивается пьяным скандалом и любовными откровениями — Келли узнаёт, что Мел и Джеки решили снова сойтись; Селеста сообщает Стиву, что выходит замуж, а Клэр, приревновав Дэвида к Донне, порывает с ним. Велори проводит ночь с Диланом. Андрэа узнаёт, что Джесси изменил ей и пытается найти в себе силы для ответного признания, а Велори возвращается к Уолшам… |                                                                                      |                    |                       |                                    |
| |                                                                                      |                    |                       |                                    |
| 5x25 | Double Jeopardy / Двойной Джеопарди                                                  | 29 марта 1995      | Ричард Лэнг           | Кристин Элис МакКарти и Сэм Сэркар |
| После ссоры с Андрэа, Джесси на время переезжает к Дилану. Клэр и Брендон собираются принять участие в игре «Джеопарди», но защищать честь университета может только один студент. Андрэа хочет развода. Дилан и Чарли продолжают работу над сценарием. Дэвид хочет попробовать начать новые отношения с Донной, но Рэй приглашает девушку в Портленд… |                                                                                      |                    |                       |                                    |
| |                                                                                      |                    |                       |                                    |
| 5x26 | A Song For My Mother / Песня для моей матери                                         | 5 апреля 1995      | Чип Чалмерс           | Макс Эйзенберг                     |
| Дэвид в Портленд, чтобы навестить свою мать — там он выясняет, что его мать пропала без вести. Дэвид просит Рэя и Донну о помощи. Велори делает себе татуировку, а Дилан пробует гипноз в качестве лечения. Рэй ревнует Донну к Дэвиду, и между молодыми людьми происходит ссора… |                                                                                      |                    |                       |                                    |
| |                                                                                      |                    |                       |                                    |
| 5x27 | Squash It! / «Забей» на это!                                                         | 12 апреля 1995     | Лэс Ландау            | Фил Сават                          |
| Дилан продолжает лечение гипнозом. Клуб терпит убытки, и Дэвид решает организовать хип-хоп вечеринку. Велори уезжает к Рэю. Дэвид и Клэр снова начинают встречаться, Джесси и Андрэа пытаются справиться со своими проблемами, а Донна скучает по Рэю… |                                                                                      |                    |                       |                                    |
| |                                                                                      |                    |                       |                                    |
| 5x28 | Girls On The Side / Девушки побоку                                                   | 3 мая 1995         | Виктор Лобл           | Мэрэдит Стэйм                      |
| Рэй возвращается с гастролей. Велори организует его концерт в клубе. Фотография Келли появляется на страницах журнала «Семнадцать». На концерт Рэя приходит его мать — женщина напивается, и Дэвиду с Клэр приходится отвозить её домой. По дороге она рассказывает о связи Рэя и Велори. Ради Андрэа Джесси отказывается от серьёзного предложения о работе в Айдахо. Келли встречает Дэну и узнаёт, что Алисон влюблена в неё… |                                                                                      |                    |                       |                                    |
| |                                                                                      |                    |                       |                                    |
| 5x29 | The Real McKay / Настоящий МакКей                                                    | 10 мая 1995        | Джейсон Пристли       | Чарльз Розин                       |
| Джесси предлагают стать преподавателем в Йельском университете. Келли уезжает в Нью-Йорк. Велори обещает ей, что позаботится о Брендоне. Андрэа решает продолжить обучение в Йеле. Рэй и Донна идут в боулинг. У Брендона возникают проблемы в студенческом совете. Дилан звонит Келли и признаётся девушке в своих чувствах… |                                                                                      |                    |                       |                                    |
| |                                                                                      |                    |                       |                                    |
| 5x30 | Hello Life, Goodbye Beverly Hills! / Привет жизнь, прощай Беверли Хиллз!             | 17 мая 1995        | Джеймс Уитмор-Младший | Стив Вассерман и Джессика Клейн    |
| Джесси и Андрэа готовятся к отъезду, а Джим получает предложение о работе в Гонконге. Дилан дарит Келли билет в кругосветное путешествие на двоих, и девушка должна сама решить, кому отдать второй билет. Узнав об этом, Брендон делает Келли предложение. Ребята устраивают в школе «Западного Беверли» прощальную вечеринку для Андрэа. Велори просит Брендона отказаться от Келли. Донна и Рэй вновь ссорятся… |                                                                                      |                    |                       |                                    |
| |                                                                                      |                    |                       |                                    |
| 5x31,32 | P.S. I Love You, Parts 1 & 2 / И напоследок… я люблю тебя, Части 1 и 2               | 24 мая 1995        | Виктор Лобл           | Ларри Моллин и Чип Йоханссон       |
| Ребята уезжают отдыхать в Палм-Спрингс. Келли едет в больницу, чтобы забрать Алисон. Джим и Синди уезжают в Гонконг. Дилан и Чарли находят богатого продюсера — некоего мистера Роуза. Стив знакомится с очаровательной красавицей Эль. Алисон признаётся Келли в любви… Келли приезжает в Палм-Спрингс. Дилан узнаёт, что мистер Роуз виновен в смерти Джека. Келли хочет вернуть Брендона, но юноша слишком зол на неё. Стив узнаёт неприятный и весьма шокирующий сюрприз о своей новой подружке Эль. Брендон накурился, и теперь ему видятся его родители, упрекающие юношу за то, что он хочет переспать с Велори. Дилану грозит опасность. Во время ссоры с Рэем Донна падает с лестницы. Вернувшись в Беверли-Хиллз, Брендон узнаёт, что дом уже продан… |                                                                                      |                    |                       |                                    |

## Рейтинг
| # | День недели | Премьера             | Финал            | Сезон     | Позиция | Количество зрителей (в млн.) |
| - | ----------- | -------------------- | ---------------- | --------- | ------- | ---------------------------- |
| 5 | Среда       | 7 сентября 1994 года | 24 мая 1995 года | 1994-1995 | 46      | 14.7                         |